# Бій за конвой «Сігно»
Бій за конвой «Сігно» (англ. Battle of the Cigno Convoy, італ. Battaglia del convoglio Cigno) — морський бій між есмінцями Королівського військово-морського флоту Великої Британії та кораблями Італійського флоту, що відбувся вранці 16 квітня 1943 року в Середземному морі західніше італійського острову Мареттімо під час війни на Середземномор'ї.
Бій стався між 2 британськими есмінцями та 2 італійськими міноносцями, котрі супроводжували ескортом транспортне судно «Belluno» по маршруту Трапані — Туніс. Під час швидкоплинної запеклої сутички британський есмінець «Пакенгам» затонув. Італійці втратили один міноносець, другий був важко пошкоджений. Транспортне судно спромоглося дійти до порту призначення без втрат.